# The Ultimate Collection (album de Ace of Base)
Pour les articles homonymes, voir The Ultimate Collection.
Albums de Ace of Base
Platinum & Gold Collection
(2002) Greatest Hits, Classic Remixes and Music Videos
(2008)
The Ultimate Collection est une compilation du groupe suédois Ace of Base qui est sorti sous le label de Universal Music aux Pays-Bas en mai 2005.
Chaque CD contient les plus grands succès du groupe ainsi que quelques inédits en single. Le troisième CD contient des remixes, la plupart des chansons du premier album Happy Nation.

## Liste des pistes

### CD: 1
1. All That She Wants
2. Wheel of Fortune
3. Happy Nation
4. The Sign
5. Waiting for Magic
6. Don't Turn Around
7. Living in Danger
8. Lucky Love
9. Beautiful Life
10. Never Gonna Say I'm Sorry
11. My Déjà Vu
12. Perfect World
13. Life Is a Flower
14. Cruel Summer

### CD: 2
1. Donnie
2. Travel to Romantis
3. Always Have Always Will
4. Everytime It Rains
5. Cecilia
6. Tokyo Girl
7. C'est la Vie (Always 21)
8. Hallo Hallo
9. Love in December
10. Beautiful Morning
11. Unspeakable
12. The Juvenile
13. Da Capo
14. What's the Name of the Game

### CD: 3
1. Wheel of Fortune[Original Club Mix][*]
2. My Mind [Mindless Mix][*]
3. All That She Wants [Banghra Version][*]
4. Happy Nation Remix][*]
5. The Sign [Dub Version][*]
6. Don't Turn Around [Stretch Version][*]
7. Lucky Love [Armand's 'British Nites' Remix][*]
8. Cruel Summer[Big Bonus Mix][*]
9. Megamix: Wheel of Fortune/All That She Wants/Don't Turn Around/The Sign